# Lance Reventlow
Lance Reventlow (24 de fevereiro de 1936 – 24 de julho de 1972) foi um automobilista inglês/americano, filho único do casamento da milionária Barbara Hutton com o Conde Kurt von Haugwitz-Reventlow.
Participou dos Grandes Prêmios de Mônaco, Holanda, Bélgica e Inglaterra de Fórmula 1 em 1960.

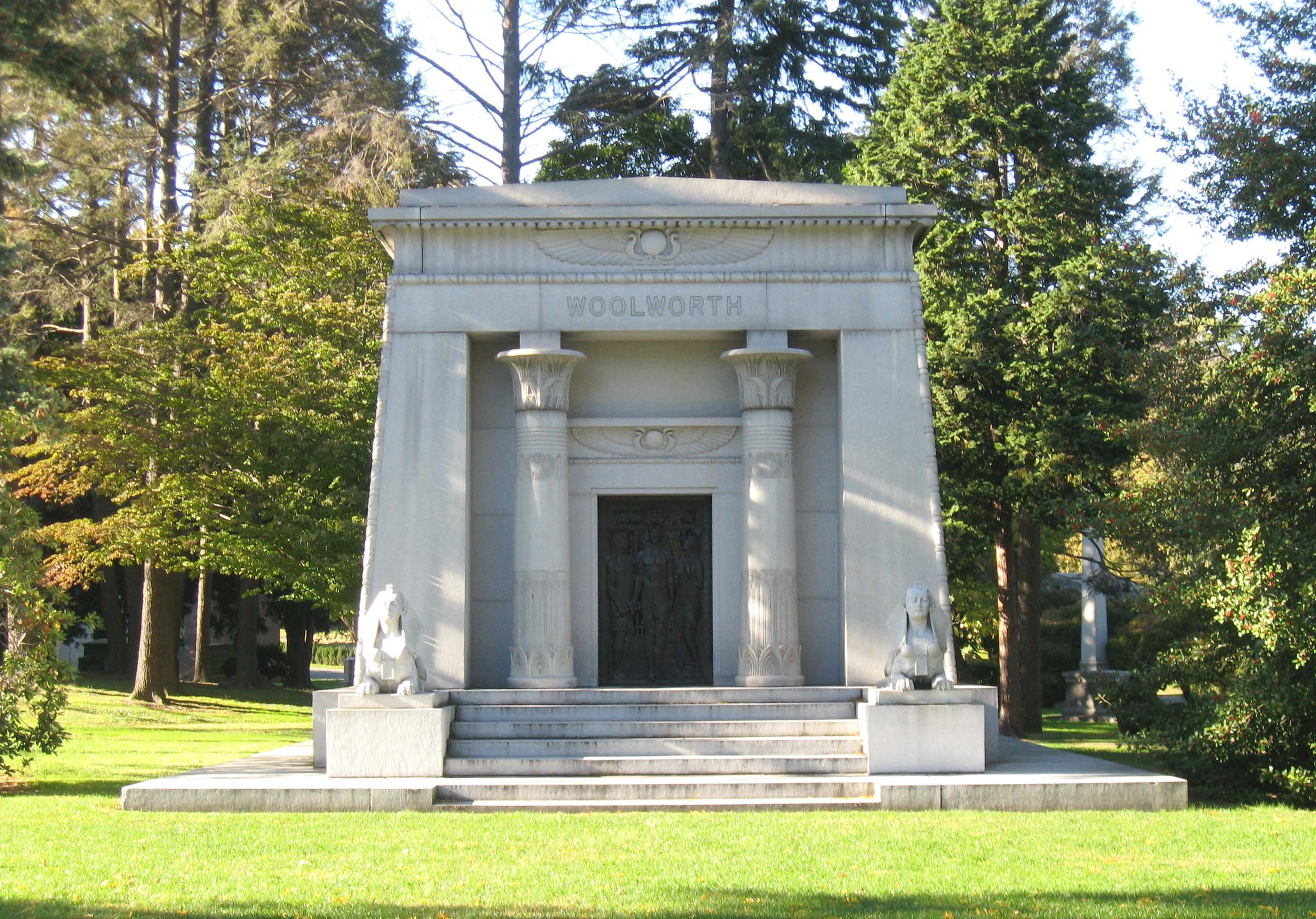
Mausoléu da família Woolworth, no Cemitério de Woodlawn (2008).

Morreu em um desastre de aviação em que todos os passageiros morreram na queda da aeronave privada que os transportava no norte de Aspen, Colorado. Reventlow foi inicialmente sepultado, e mais tarde seus restos mortais foram exumados e cremados. As suas cinzas encontram-se no mausoléu da família Woolworth, construído pelo seu bisavô Frank Winfield Woolworth no Cemitério de Woodlawn.